# Antonia Kraus
Antonia Kraus (* 23. Juli 1995 in Meiningen) ist eine deutsche Buch- und Hörspiel-Autorin.

## Leben
Antonia Kraus besuchte die naturwissenschaftliche Spezialklasse der Goetheschule Ilmenau. Als Kind war Kraus Sprecherin bei Der Zauber von Afrika, der ersten CD der Hörspielreihe Prominente lesen afrikanische Märchen. Gleiches tat sie gemeinsam mit ihrem Bruder Artur auf dem Nachfolger Ein Märchenbrunnen für Afrika, für den sie, wie auch für die dritte CD der Reihe (Ein Märchenschatz aus Afrika), zudem die Texte der Anmoderation verfasste.
Antonia Kraus studierte bis 2017 an der Ludwig-Maximilians-Universität in München Mathematik. 2018 wurde sie redaktionell in einem Berliner Verlag tätig. Sie ist Mitglied im Friedrich-Bödecker-Kreis.
Im Jahr 2010 erschien Kraus’ erstes Buch Weltenstrudel mit einem Vorwort der Fernsehmoderatorin Enie van de Meiklokjes in Papierfresserchens MTM-Verlag. 2014 folgte ihr zweiter Roman Xaverna – Stauffenberg fährt Rad im Knabe Verlag Weimar, mit einem Vorwort von Sara Nuru.
2016 erschien das von Kraus verfasste Hörbuch Ein Zauberzug nach Afrika. Die Geschichten darauf wurden unter anderem von Frank Schöbel, Thomas Rühmann, Matthias Koeberlin und Julia Šimić gelesen.
Zur Leipziger Buchmesse 2018 erschien mit Arithmos: Das Morathis-Rätsel Kraus’ dritter Roman, erneut im Knabe-Verlag. Es folgten bisher sieben weitere Bände der Arithmos-Reihe.

## Veröffentlichungen
Romane
- Weltenstrudel. Papierfresserchens MTM-Verlag, Langenargen am Bodensee 2010, ISBN 978-3-86196-037-9.
- Xaverna. Stauffenberg fährt Rad. Knabe Verlag Weimar, Weimar 2014, ISBN 978-3-944575-20-9.

 Arithmos-Reihe 
1. Arithmos: Das Morathis-Rätsel. Knabe Verlag Weimar, Weimar 2018, ISBN 978-3-946553-50-2.
2. Arithmos: Die Invasion der Zeichen. Knabe Verlag Weimar, Weimar 2019, ISBN 978-3-946553-51-9.
3. Arithmos: Die Intrige. Knabe Verlag Weimar, Weimar 2020, ISBN 978-3-946553-52-6.
4. Arithmos: Der Himmel. Knabe Verlag Weimar, Weimar 2021, ISBN 978-3-946553-53-3.
5. Arithmos: Der Ruf der Zahlen. Knabe Verlag Weimar, Weimar 2022, ISBN 978-3-946553-54-0.
6. Arithmos: Die Reise. Knabe Verlag Weimar, Weimar 2023, ISBN 978-3-946553-55-7.
7. Arithmos: Der Sog der 13. Knabe Verlag Weimar, Weimar 2024, ISBN 978-3-946553-56-4.
8. Arithmos: Morathis. Knabe Verlag Weimar, Weimar 2025, ISBN 9783946553571.

 Hörbücher 
- Ein Zauberzug nach Afrika. Prominente lesen äthiopische Geschichte(n). steinbach sprechende bücher, Frankfurt 2016, ISBN 978-3-86974-226-7.